# Carmen Tarín Béjar
Ma. del Carmen Tarín Béjar (Aldama, Chihuahua, 14 de julio de 1971 - Chihuahua, 11 de marzo de 2017 ) activista feminista, pionera en atender la problemática del VIH y/o Sida en la Ciudad de Chihuahua. Defensora de los derechos humanos de las mujeres, ganadora del premio Chihuahuense Destacada por su activismo feminista en el año 2015 por el H. Congreso del Estado de Chihuahua. Licenciada en Trabajo Social de formación, dedicó los últimos 19 años al trabajo en la prevención y atención del VIH en Fátima Institución de Beneficencia Privada fungiendo como Directora y posteriormente como Presidenta del Consejo Directivo.

## Contexto
Egresada de la Escuela de Trabajo Social del Estado "Guadalupe Sánchez de Araiza" en la Cd. de Chihuahua en 1992, durante su carrera profesional trabajo en COSYDHAC en el año 1995 en la creación de una unión de mujeres transgénero y transexuales luchando por sus derechos, lo que la llevó a detectar casos de personas con VIH y problemáticas que estas personas enfrentaban como la discriminación, estigma, homofobia, falta de atención médica y abandono. Su trabajo fue reconocido por las Fundadoras de la organización civil FÁTIMA I.B.P. quienes la invitan a formar parte de su equipo en el año de 1997.
En el año de 2007 participó junto con otras organizaciones en incidencia política logrando la derogación de la Fracción VIII del artículo 144 del Código Civil del Estado de Chihuahua que prohibía a las personas con VIH contraer matrimonio.
Del año 2009 al 2016 fungió como Miembro del Consejo Directivo y Consultivo del Instituto Chihuahuense de las Mujeres.
Activista perteneciente al Movimiento de Mujeres de Chihuahua e integrante del movimiento de Alianza Ciudadana..
Participante en la organización de 10 marchas anuales en el "Día Internacional de la Vigilia del VIH y Sida"

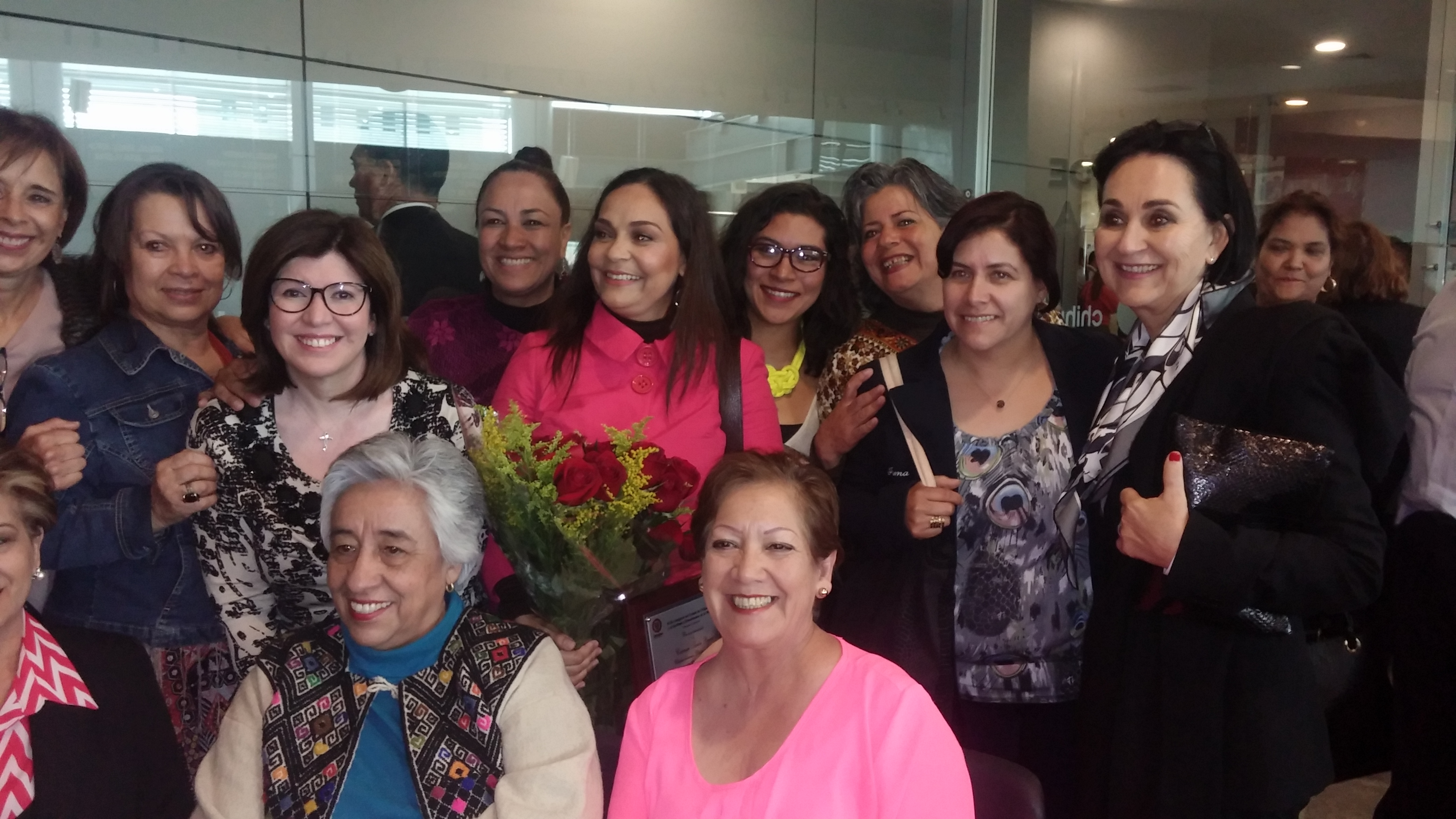
En la entrega del premio Chihuahuenses Destacadas 2015.

En conjunto con otras organizaciones ha coordinado y organizado los seis Encuentro Estatal por la VHIDA donde participan personas que viven con VIH y prestadores de Servicios de Salud.
Iniciadora del Programa de Reducción de Daños para personas que se inyectan droga como integrante de REDUMEX, Red de Reducción de Daños Mexicana.
Asesora y coordinadora en el trabajo para la realización del libro "Las Reinas de la Noche" que recopila la historia del movimiento transgénero en Chihuahua.
Recibió un Reconocimiento y medalla por parte de la Red Nacional de Instituciones de Educación Superior en Trabajo Social (RENIETS) por sus destacada Labor en la Categoría de Trabajo Social y Proyectos Sociales dentro del "XX Encuentro Nacional y X Internacional de Investigación en Trabajo Social" con Sede en León, Gto.
En el 2016 fue integrante del Equipo de Transición en el área de Salud en el cambio Gobernador del Estado de Chihuahua elegida por Javier Corral Jurado.
Tomó diferentes diplomados y cursos de capacitación sobre Desarrollo Humano, Sexualidad, Tanatología, Recaudación de Fondos y Administración de Organizaciones.
Fallece el 11 de marzo de 2017 en la Ciudad de Chihuahua a causa de problemas de Salud.